# 江刺奈良原テレビ中継局
江刺奈良原テレビ中継局（えさしならはらテレビちゅうけいきょく）は、岩手県奥州市江刺区にあったテレビ中継局。

## 中継局概要

### アナログテレビ放送
| チャンネル | 放送局名       | 空中線 電力         | ERP                  | 放送対象地域 | 放送区域 内世帯数 |
| ---------- | -------------- | ------------------- | -------------------- | ------------ | ----------------- |
| 50         | NHK 盛岡教育   | 映像100mW/ 音声25mW | 映像480mW/ 音声120mW | 全国         | -                 |
| 52         | NHK 盛岡総合   | 映像100mW/ 音声25mW | 映像480mW/ 音声120mW | 岩手県       | -                 |
| 54         | IBC 岩手放送   | 映像100mW/ 音声25mW | 映像480mW/ 音声120mW | 岩手県       | -                 |
| 55         | TVI テレビ岩手 | 映像100mW/ 音声25mW | 映像480mW/ 音声120mW | 岩手県       | -                 |

- 所在地: 奥州市江刺区田原字奈良原
- 盛岡送信所からの電波が届きにくい奥州市江刺区西部をカバーしていた。
- 2011年7月24日をもってアナログ中継局が廃止される予定だったが、東北地方太平洋沖地震（東日本大震災）の影響で、2012年3月31日まで延期された。
- デジタル中継局は設置されず、放送エリアはえさしわいわいネットによるケーブルテレビでカバーされている[1][2][3]。